# Reliable User Datagram Protocol
Das Reliable User Datagram Protocol (RUDP) ist ein bei Bell Labs für das Betriebssystem Plan 9 entworfenes Protokoll der Transportschicht. Es hat als Ziel verlässlicher als das UDP durch eine garantierte Auslieferungsreihenfolge der Pakete, ohne jedoch so komplex und datenintensiv wie TCP zu sein. Um eine höhere Dienstgüte zu erreichen, wurden in RUDP Funktionen implementiert, die ähnlich zu denen in TCP sind, jedoch mit weniger Metadaten.

## Implementierungen
Um die Kommunikationsqualität zu sichern wird UDP um folgende Funktionen erweitert:
1. Bestätigung erhaltener Pakete
2. Zusammenfassung von Empfangsbestätigungen und Datenflusssteuerung
3. Erneute Übertragung verlorener Pakete

RUDP ist gegenwärtig kein formaler Standard, es wurde jedoch 1999 in einem IETF-Entwurf beschrieben. Es wurde bisher nicht für die Standardisierung vorgeschlagen.

## Cisco RUDP
Cisco verwendet RUDP in seinen Signalling Link Terminals (entweder allein oder integriert in einen anderen Gateway) für den Rücktransport bei SS7 MTP3 oder ISDN-Signalisierung.
1. RUDP v0 (keine Prüfsummen) verwendet für SS7 MTP3 Rücktransport.
2. RUDP v1 (with checksum) verwendet für ISDN PRI Rücktransport.

Diese Versionen sind miteinander inkompatibel und weichen leicht vom IETF-Entwurf ab. Die Struktur der auf RUDP aufsetzenden Cisco-Sitzungsverwaltung weicht ebenfalls ab.

## Microsoft R-UDP
Microsoft führte ebenfalls ein Protokoll ein, das es R-UDP nannte und verwendete es in seinem Produkt MediaRoom für die Bereitstellung von IPTV-Diensten über Multicast-Netze. Es handelt sich um ein proprietäres Protokoll, über dessen Funktionsweise nur sehr wenig bekannt ist. Man geht davon aus, dass es nicht auf dem oben genannten IETF-Entwurf basiert.